# خالد البركة
خالد البركة (بالإنجليزية: Khaled Al-Barakah)‏؛ مواليد 5 ديسمبر 1990 في الرس، السعودية، هو لاعب كرة قدم سعود.

## مسيرة اللاعب
كان يلعب سابقاً في نادي الحزم و انتقل إلى نادي هجر في صيف 2015 و لعب معهم إلى عام 2017 و عاد بعدها إلى نادي الحزم ثم انتقل إلى النادي الأهلي في عام 2019 و أعير إلى نادي الاتفاق مطلع عام 2020 و أعير إلى نادي الحزم في صيف 2020 و انتقل بعدها بشكل رسمي لنادي الحزم.

## روابط خارجية
- خالد البركة على موقع Soccerway.com (الإنجليزية)